# پدیده‌های انتقال
پدیده‌های انتقال
درمهندسی، فیزیک و شیمی، مطالعهٔ پدیده‌های انتقال(به انگلیسی:transport phenomena) انتقال جرم، انرژی، بار، تکانه و تکانهٔ زاویه ای بین سیستم مشاهده شده و مطالعه شده را دربرمیگیرد. در حالیکه آن از موضوعات متفاوتی مانند مکانیک کوانتوم و ترمودینامیک صحبت می‌کند، در عین حال بر مشترکات بین موضوعات صحبت شده هم تأکید دارد. جرم، تکانه، و انتقال حرارت همگی چارچوب ریاضیاتی بسیار مشابهی را در اشتراک دارند. و توازن‌های بین آنها در پدیده‌های انتقال *بیان می‌شوند تا به ارتباطات ریاضیاتی عمیقی که عموماً ابزار بسیار کاربردی در تحلیل یکی از زمینه‌هایی که بطور مستقیم از طریق سایر زمینه‌ها بدست می‌آیند را تأمین می‌کنند برسند.
اساس تحلیل در هر سه زیرشاخه جرم، حرارت و انتقال تکانه عموماً در اصل سادهٔ لزوم ثابت ماندن کمیتها بین سیستم و محیط آن (اصل پایستگی انرژی) پیاده‌سازی می‌شوند. البته هر پدیدهٔ متفاوتی که هدایتگر انتقال در هر مورد می‌باشد بطور جداگانه با علم بر اینکه مجموع انتقالات آنها باید برابر صفر باشد مورد بررسی قرار می‌گیرند. این اصل برای محاسبهٔ بسیاری از کمیت‌های مرتبط کار آمد می‌باشد. برای مثال در مکانیک سیالات، یک کاربرد بسیار رایج تحلیل انتقال برای تعیین مشخصات سرعت یک سیال در حال جریان در یک حجم جامد است.
پدیده‌های انتقال بصورت فراگیر در تمامی اصول مهندسی وجود دارند. برخی از رایج‌ترین مثال‌های تحلیل انتقال در مهندسی در زمینه‌های فراوری، شیمیایی، زیستی و مکانیک مهندسی مشاهده می‌شوند ولی این موضوع یکی از اجزای اصلی طرح درس در تمامی اصولی که به هر نحوی با مکانیک سیالات ، انتقال حرارت، و انتقال جرم مربوط می‌باشند است. اکنون آن را همانند ترمودینامیک مکانیک و الکترومغناطیس بعنوان قسمتی از اصول مهندسی درنظر می‌گیرند.
پدیده‌های انتقال تمامی ابعاد تغییرات فیزیکی را در سرتاسر جهان در برمیگیرد. فراتر از آن از آنها بعنوان بلوک‌های سازنده ای که موجب پیشرفت جهان هستی شدند و عامل موفقیت تمام هستی در روی زمین می‌باشند یاد می‌شود. بهرحال در اینجا دامنه ما محدود به روابط بین پدیده‌های انتقال در سیستهم‌های مصنوعی مهندسی می‌باشد.
در علوم فیزیک، شیمی و مهندسی به مکانیزم‌های مختلفی که توسط آنها ذرات یا کمیت‌ها از مکانی به مکانی دیگر انتقال می‌یابند پدیده‌های انتقال گفته می‌شود.
سه نوع عمدهٔ پدیده‌های انتقال عبارت‌اند از:
- انتقال جرم
- انتقال حرارت
- انتقال اندازه حرکت (مکانیک سیالات)

## نگاهی کلی
در فیزیک، پدیده‌های انتقال تمامی فرایندهای برگشت‌ناپذیرآماری طبیعت هستند که ناشی از حرکت تصادفی مولکول‌ها می‌باشند که اکثراً در سیالات دیده می‌شوند.
هر جنبه از پدیده‌های انتقال ریشه در دو مفهوم اساسی دارد:قوانین نگهداری و معادلات تشکیل دهنده
قوانین نگهداری که در زمینه پدیده‌های انتقال به عنوان معادلات پیوستگی، به صورت فرمول نوشته شده‌اند، توضیح می‌دهند که مقدار مورد مطالعه چگونه باید ثابت نگه داشته شود.
معادلات تشکیل دهنده توضیح می‌دهند که کمیت مورد سؤال چگونه به محرک‌های مختلف از طریق انتقال پاسخ می‌دهد.
نمونه‌های برجسته شامل قانون رسانایی حرارتی فوریه و معادلات ناویر-استوکس هستند که به ترتیب پاسخ شار حرارتی به گرادیان دمایی و رابطه بین شار سیالات و نیروهای اعمالی به سیال را توضیح می‌دهند.
این معادلات همچین ارتباط عمیق بین پدیده‌های انتقال و ترمودینامیک را اثبات می‌کنند، رابطه‌هایی که نشان می‌دهند چرا پدیده‌های انتقال برگشت‌ناپذیر هستند.
تقریباً تمام پدیده‌های فیزیکی در نهایت شامل سیستم‌هایی هستند که به دنبال کمترین سطح انرژی برای حفظ حداقل انرژی هستند. وقتی آنها به این وضعیت نزدیک می‌شوند، تمایل دارند به تعادل ترمودینامیکی حقیقی دست یابند که در آن نقطه هیچ نیروی محرکی در سیستم وجود ندارد و انتقال متوقف می‌شود.
جنبه‌های مختلف این قبیل تعادل، به‌طور مستقیم به یک انتقال خاص مرتبط است.
انتقال گرما، تلاش سیستم برای رسیدن به تعادل گرمایی با محیط خود است. همانگونه که انتقال جرم و تکانه، سیستم را به سمت تعادل مکانیکی و شیمیایی می‌برد.
نمونه‌هایی از فرایندهای انتقال عبارت اند از: انتقال حرارت(انتقال انرژی)، جریان سیال(انتقال تکانه)، انتشار مولکولی(انتقال جرم)، تشعشع و انتقال بار الکتریکی در نیمه هادی‌ها.
پدیده‌های انتقال کاربرد وسیعی دارند. برای مثال در فیزیک حالت جامد، حرکت و برهمکنش الکترون‌ها، حفره‌ها و فوتون‌ها تحت عنوان پدیده‌های انتقال مورد مطالعه قرار می‌گیرند. مثال دیگر در مهندسی پزشکی است، جایی که تنظیم مجدد حرارت، پرفیوژن و سیالات میکرونی تعدادی از موضوعات مورد علاقه و مرتبط با پدیده‌های انتقال هستند.
در مهندسی شیمی، پدیده‌های انتقال در طراحی راکتور، آنالیز نتقالات مولکولی یا نفوذی و متالورژی مورد مطالعه قرار می‌گیرد.
انتقال جرم، انرژی و تکانه را می‌توان با حضور منابع خارجی تحت تأثیر قرار داد:
- زمانی که منشأ بو در محل خود ثابت بماند، بو با سرعت کمتری پخش (و حتی تشدید) می‌شود.
- سرعت خنک کردن یک جامد که گرما را هدایت می‌کند بستگی به این دارد که چه منبع گرمایی به کار برده می‌شود.
- نیروی جاذبه که به روی قطرات باران تأثیر می‌گذارد، مقاومت یا کشش ناشی از هوای اطراف را خنثی می‌کند.

## مشترکات در میان پدیده‌ها
همچنین نگاه کنید به: ضریب انتقال
یک اصل مهم در بررسی انتقال پدیده‌ها، مقیاسی بین این پدیده‌ها است.

### انتشار
برخی از شباهت‌های قابل توجه ای در معادلات حرکت، انرژی و انتقال جرموجود دارد که همگی می‌توانند توسط انتشار منتقل شوند، همان‌طور که در مثال‌های زیر نشان داده شده‌است:
- جرم: انتشار و پخش بوها در هوا نمونه ای از انتشار جرم است.
- انرژی: هدایت گرما در یک ماده جامد نمونه ای از انتشار گرما است.
- حرکت: کشش ناشی از افت باران هنگام باریدن در جو نمونه ای از انتشار حرکت است (قطره باران از طریق تنش‌های چسبناک حرکت را به هوای اطراف از دست می‌دهد و کاهش می‌یابد).

معادلات انتقال مولکولی قانون نیوتن برای حرکت سیال، قانون فوریه برای گرما و قانون فیک برای جرم بسیار شبیه یکدیگر هستند. به منظور مقایسه هر سه پدیده مختلف انتقال، می‌توان از یک تبدیل ضریب انتقال به ضریب دیگر استفاده کرد.
| کمیت انتقال یافته | پدیدهٔ فیزیکی               | معادله                                                                   |
| ----------------- | -------------------------- | ------------------------------------------------------------------------ |
| تکانه             | گران روی (قانون نیوتون)    | {\displaystyle \tau =-\nu {\frac {\partial \rho \upsilon }{\partial x}}} |
| انرژی             | انتقال گرما (قانون فوریه)  | {\displaystyle {\frac {q}{A}}=-k{\frac {dT}{dx}}}                        |
| جرم               | انتشار مولکولی (قانون فیک) | {\displaystyle J=-D{\frac {\partial C}{\partial x}}}                     |

(در زیر تعاریف این فرمولها آورده شده‌است).

### رابطه متقابل آنساگِر
در سیستمهای سیال که از نظر دما ، چگالی ماده و فشار شرح داده میشوند ، مشخص است که اختلاف دما منجر به جریان گرما از قسمتهای گرم تر به قسمتهای سردتر سیستم می شود ؛ به همین ترتیب ، تفاوتهای فشار منجر به جریان ماده از فشار بالا به مناطق کم فشار است (رابطه متقابل). چیزی که قابل توجه است این است که وقتی فشار و دما هر دو تغییر میکنند ، اختلاف دما در فشارثابت میتواند باعث جریان ماده شود(مانند همرفت) و اختلاف فشار در دمای ثابت میتواند باعث جریان گرما شود. 
به طور شگفت آوری جریان گرما به ازای هر واحد اختلاف فشار و چگالی (ماده) به ازای هر واحد از اختلاف دما برابر است.
این تساوی توسط lars onsager با استفاده از مکانیک آماری به عنوان نتیجه برگشت پذیری زمانی از پویایی میکروسکوپی برخوردار بود. نظریه توسعه یافته توسط onsager بسیار عمومی تر از این مثال است و قادر به حل بیش از دو نیروی
ترمودینامیک است.

## انتقال تکانه
در انتقال مومنتوم(تکانه)، سیال به عنوان یک توزیع پیوسته ماده مورد مطالعه قرار میگیرد. 
مطالعه انتقال مومنتوم و یا مکانیک سیالات را میتوان به دو شاخه تقسیم کرد: استاتیک سیالات (سیالات در حالت استراحت)، و دینامیک سیالات (سیالات در حال حرکت).
هنگامی که سیال در جهت x به موازات سطح جامد جریان می یابد، سیال حرکت جهت دار x دارد و غلظت آن برابر است با υxρ . با انتشار تصادفی مولکولها ، مبادله مولکول ها در جهت z وجود دارد.
پس مومنتم(تکانه) از راستای x به راستای z -یعنی از جهت سریع تر حرکت لایه به جهت کند تر آن-انتقال یافته است.
معادله برای انتقال مومنتوم برابر با قانون ویسکوزیته است که به صورت زیر نوشته میشود:
{\displaystyle \tau _{zx}=-\nu {\frac {\partial \rho \upsilon _{x}}{\partial z}}}
τzx شار اندازه حرکت در صفحه z و در جهت x.
ν انتقال تکانه.
z فاصله انتقال یا نفوذ.
μ ویسکوزیته دینامیک(گرانروی).
ρچگالی(دانسیته).
قانون نیوتن ساده ترین رابطه بین شار حرکت (مومنتوم) و گرادیان سرعت است.

## انتقال جرم
وقتی یک سیستم حاوی دو یا چند مولفه باشد که غلظت آنها از نقطه ای به نقطه ی دیگر تغییر میکند، یک تمایل طبیعی برای انتقال جرم وجود دارد که اختلاف غلظت درون سیستم را به حداقل میرساند. انتقال جرم در یک سیستم توسط قانون اول فیک تعیین میشود:
شار انتشار از غلظت بالاتر به غلظت پایینتر متناسب با گرادیان غلظت ماده و ضریب نفوذ ماده در محیط است. انتقال جرم میتواند به دلیل نیروهای محرک مختلف رخ دهد. بعضی از آنها عبارت اند از : 
- جرم را میتوان با عمل گرادیان فشار منتقل کرد(نفوذ فشار).
- نفوذ اجباری به دلیل عملکرد نیروی خارجی رخ میدهد.
- نفوذ میتواند ناشی از گرادیان دما باشد (نفوذ دما).
- نفوذ میتواند ناشی از تفاوت در پتانسیل شیمیایی باشد.

این موضوع میتواند با قانون فیک برای یک گونه A در مخلوط دوتایی شامل A و B مقایسه شود:
{\displaystyle J_{Ay}=-D_{AB}{\frac {\partial Ca}{\partial y}}}
که در آن D ثابت نفوذاست.

## انتقال انرژی
تمام فرایندهای مهندسی شامل انتقال انرژی است. برخی از مثالها شامل ، گرمایش و خنک سازی جریانهای فرآیند ، تغییرات فاز ، تقطیرها و غیره است. اصل اساسی قانون اول ترمودینامیک است که برای سیستم استاتیک به شرح زیر بیان می شود:
تمام فرایندهای مهندسی شامل انتقال انرژی است. برخی از مثالها شامل ، گرمایش و خنک سازی جریانهای فرآیند ، تغییرات فاز ، تقطیرها و غیره است. اصل اساسی قانون اول ترمودینامیک است که برای سیستم استاتیک به شرح زیر بیان می شود:
{\displaystyle q=-k{\frac {dT}{dx}}}
شار خالص انرژی از طریق یک سیستم برابر است با رسانایی در سرعت تغییر دما نسبت به موقعیت.
برای سیستم های دیگر که شامل جریان آشفته ، هندسه های پیچیده یا شرایط مرزی دشوار است ، استفاده از یک معادله دیگر آسان تر است:
{\displaystyle Q=h\cdot A\cdot {\Delta T}}
که در آن A سطح است ، :{\displaystyle {\Delta T}} نیروی محرکه دما ، Q جریان حرارتی در واحد زمان و h ضریب انتقال حرارت است.

در انتقال گرما ، دو نوع همرفت می تواند رخ دهد:
همرفت اجباری می تواند هم در جریان آرام و هم در تلاطم رخ دهد. در وضعیت جریان آرام در لوله های دایره ای ، از چندین عدد بدون بعد مانند عدد نوسلت ، عدد رینولدز و عدد پراندل استفاده می شود.
معادله ای که معمولاً استفاده می شود به شرح زیر است:
{\displaystyle Nu_{a}={\frac {h_{a}D}{k}}}
همرفت طبیعی یا آزاد، تابعی از اعداد Grashof و Prandtl است. پیچیدگی های انتقال حرارت همرفت آزاد ، استفاده از روابط تجربی حاصل از داده های تجربی را ضروری می کند.
انتقال گرما در بسترهای بسته بندی شده ، راکتورهای هسته ای و مبدل های حرارتی تجزیه و تحلیل می شود.

در تحقیقات تلاش زیادی برای توسعه مقیاس‌ها در بین این سه فرایند انتقال برای انتقال آشفته اختصاص داده شده‌است به طوری که امکان پیش‌بینی هر یک از دیگر موارد وجود دارد. مقیاس رینولدز فرض می‌کند که همه نفوذپذیری‌های متلاطم برابر است و نفوذ مولکولی حرکت (μ / ρ) و جرم (DAB) در مقایسه با نفوذ آشفتگی ناچیز است. در حضور مایعات یا هنگام کشیدن این، قیاس معتبر نیست. مقیاس‌های دیگر، مانند ون کارمان و پراندل، معمولاً نتایج مرتبط کمتری دارند.
موفق‌ترین و پرکاربردترین قیاس، قیاس فاکتور J چیلتون و کولبرن است. این مقیاس بر اساس داده‌های تجربی گازها و مایعات در هر دو حالت آرام و آشفته است. اگرچه بر اساس داده‌های تجربی است، اما محلول با جریان آرام را روی صفحه صاف به درستی برآورد می‌کند. تمام این اطلاعات برای پیش‌بینی انتقال جرم استفاده می‌شود.

## کاربرد

### آلودگی
یکی از صدها کاربرد مطالعه فرایندهای انتقال در علوم و مهندسی، مربوط به درک انتشار و توزیع آلاینده‌ها در محیط زیست است. به‌طور خاص با مدل‌سازی دقیق می‌توان به یک استراتژی برای کاهش آلودگی ناشی از پدیده‌ها دست یافت.
مثال‌ها شامل کنترل آلودگی آب سطحی ناشی از رواناب شهری و سیاست‌های مورد نظر برای کاهش مقدار مس سکوهای ترمز خودرو در ایالات متحده هستند.

## لینک‌های اضافی
- Transport Phenomena Archive بایگانی‌شده  در ۲۰۱۷-۱۰-۰۸ توسط Wayback Machine in the Teaching Archives of the Materials Digital Library Pathway
- "Some Classical Transport Phenomena Problems with Solutions - Fluid Mechanics".
- "Some Classical Transport Phenomena Problems with Solutions - Heat Transfer".
- "Some Classical Transport Phenomena Problems with Solutions - Mass Transfer".